# Nicolás Franco (futbolista)
Nicolás Franco (Azul, Buenos Aires, Argentina; 29 de abril de 1996) es un futbolista argentino que juega como delantero en Colegiales de la Primera Nacional de Argentina.

## Trayectoria

### River Plate
Franco llegó a River Plate en el 2010 para incorporarse en Novena división, procedente de Alumni, un club de su ciudad.

### Aldosivi
Tras un breve paso por el fútbol portugués (jugó dos partidos en la playa), en julio de 2017, es cedido por una temporada a Aldosivi, que había descendido a la Primera B Nacional, segunda división del fútbol argentino. Su debut oficial se produjo el 4 de septiembre de 2017, por un partido de la Copa Argentina 2016-17 contra Vélez Sarsfield reemplazando a los 39' del segundo tiempo a Roberto Brum jugando todo lo que restó del partido, aunque fue derrota para Aldosivi por 1-0. Disputó 8 partidos, sin convertir goles y su equipo consiguió el ascenso a la Primera División, coronándose campeón. Finalizado el préstamo, volvió a River Plate.

### Nueva Chicago
A mediados de 2018 firmó contrato por un año con el Club Atlético Nueva Chicago de la Primera B Nacional, donde el entrenador era Walter Perazzo, quien lo había dirigido en Aldosivi.

### Oriente Petrolero
Tras finalizar su préstamo en Nueva Chicago y retornar a River Plate, es nuevamente cedido, el 30 de junio de 2019, al club boliviano.

### Peñarol
Tras finalizar contrato con Oriente Petrolero y quedar en calidad de libre. Franco llega a prueba para que Diego Forlán. Rodolfo Cantino, bajo recomendación de Ruben Capria, es el responsable de su llegada al club. En un principio Nicolás jugó para la Tercera División del conjunto aurinegro.
Más tarde el mismo Diego Forlán pidió referencias sobre Franco al director técnico de tercera división de Peñarol, Raúl Salazar, para ser ascender a Nicolás al plantel de Primera División. Esto debido al fracaso en la negociación para la incorporación de Joaquín Zeballos.
El 6 de marzo de 2020 es anunciado como nuevo jugador de Peñarol. Su contrato finalizó el 31 de diciembre del mismo año. el cual se decidió no renovar debido a la disconformidad tanto de los aficionados como de la directiva entrante

### Patronato
El 29 de enero de 2021 es anunciado como nuevo refuerzo de Patronato por medio del director técnico Iván Raúl Delfino. Su contrato con el elenco entrerriano tiene vigencia hasta el 31 de diciembre de 2021

### San Martín de San Juan
Jugó en San Martin de San Juan. A finales de 2024 el  club consigue el ascenso a Primera División de Argentina.pero los dirigentes del club no estuvieron conformes con su continuidad por lo cual no le renovaron contrato

## Estadísticas

### Clubes
| Club | Div.                | Temporada           | Liga  | Liga  | Liga   | Copas Nacionales(1) | Copas Nacionales(1) | Copas Nacionales(1) | Torneos Internacionales(2) | Torneos Internacionales(2) | Torneos Internacionales(2) | Total | Total | Total  | Medida goleadora(3) |
| Club | Div.                | Temporada           | Part. | Goles | Asist. | Part.               | Goles               | Asist.              | Part.                      | Goles                      | Asist.                     | Part. | Goles | Asist. | Medida goleadora(3) |
| --- | ------------------- | ------------------- | ----- | ----- | ------ | ------------------- | ------------------- | ------------------- | -------------------------- | -------------------------- | -------------------------- | ----- | ----- | ------ | ------------------- |
| River Plate Argentina |                     |                     |       |       |        |                     |                     |                     |                            |                            |                            |       |       |        |                     |
| 1.ª | 2016                | 0                   | 0     | 0     | 0      | 0                   | 0                   | 0                   | 0                          | 0                          | 0                          | 0     | 0     | 0,00   |                     |
| 1.ª | 2016-17             | 0                   | 0     | 0     | 0      | 0                   | 0                   | 0                   | 0                          | 0                          | 0                          | 0     | 0     | 0,00   |                     |
| Total club | Total club          | 0                   | 0     | 0     | 0      | 0                   | 0                   | 0                   | 0                          | 0                          | 0                          | 0     | 0     | 0,00   |                     |
| Aldosivi Argentina |                     |                     |       |       |        |                     |                     |                     |                            |                            |                            |       |       |        |                     |
| 2.ª | 2017-18             | 8                   | 0     | 0     | 1      | 0                   | 0                   | -                   | -                          | -                          | 9                          | 0     | 0     | 0,00   |                     |
| Total club | Total club          | 8                   | 0     | 0     | 1      | 0                   | 0                   | -                   | -                          | -                          | 9                          | 0     | 0     | 0,00   |                     |
| Nueva Chicago Argentina |                     |                     |       |       |        |                     |                     |                     |                            |                            |                            |       |       |        |                     |
| 2.ª | 2018-19             | 21                  | 9     | 0     | 0      | 0                   | 0                   | -                   | -                          | -                          | 21                         | 9     | 0     | 0,00   |                     |
| Total club | Total club          | 21                  | 9     | 0     | 0      | 0                   | 0                   | -                   | -                          | -                          | 21                         | 9     | 0     | 0,00   |                     |
| Oriente Petrolero · Bolivia |                     |                     |       |       |        |                     |                     |                     |                            |                            |                            |       |       |        |                     |
| 1.ª | 2019                | 14                  | 7     | 0     | 0      | 0                   | 0                   | 0                   | 0                          | 0                          | 14                         | 7     | 0     | 0,00   |                     |
| Total club | Total club          | 14                  | 7     | 0     | 0      | 0                   | 0                   | 0                   | 0                          | 0                          | 14                         | 7     | 0     | 0,00   |                     |
| Peñarol · Uruguay |                     |                     |       |       |        |                     |                     |                     |                            |                            |                            |       |       |        |                     |
| 1.ª | 2020                | 1                   | 0     | 0     | 0      | 0                   | 0                   | 0                   | 0                          | 0                          | 1                          | 0     | 0     | 0,00   |                     |
| Total club | Total club          | 1                   | 0     | 0     | 0      | 0                   | 0                   | 0                   | 0                          | 0                          | 1                          | 0     | 0     | 0,00   |                     |
| Total en su carrera | Total en su carrera | Total en su carrera | 44    | 16    | 0      | 1                   | 0                   | 0                   | 0                          | 0                          | 0                          | 44    | 16    | 0      | 0,00                |
| (1) Las copas nacionales se refiere a la Copa Argentina. (2) Las copas internacionales se refiere a la Copa Libertadores de América y la Copa Sudamericana. (3) Media de goles por encuentro. No incluye goles en partidos amistosos. |                     |                     |       |       |        |                     |                     |                     |                            |                            |                            |       |       |        |                     |

## Palmarés

### Campeonatos nacionales
| Título             | Club                   | País      | Año     |
| ------------------ | ---------------------- | --------- | ------- |
| Primera B Nacional | Aldosivi               | Argentina | 2017-18 |
| Primera B Nacional | San Martín de San Juan | Argentina | 2024    |